# Bamse och häxans dotter
Bamse och häxans dotter är en svensk animerad film, producerad av SF Studios. Den hade biopremiär i Sverige den 25 december 2016.

## Handling
Krösus Sork finner guld i bävrarnas damm. För att riva dammen och få guldet, lurar han häxans dotter Lova att trolla bort Bamse. Med Bamse borta är det upp till alla barn att hjälpas åt för att stoppa Krösus, men för att göra det måste man vara sams.

## Röster
- Tomas Bolme – berättare
- Peter Haber – Bamse
- Steve Kratz – Skalman
- Morgan Alling – Lille Skutt
- Jonas Karlsson – Krösus Sork
- Ingela Olsson – Häxan Hatiora
- Laura Jonstoij Berg – Lova
- Tea Stjärne – Nalle-Maja
- Malin Cederbladh – Hugg
- Christer Fant – Tagg
- Shebly Niavarani – Vargen
- Leif Andrée – Knocke och Smocke
- Ia Langhammer – Farmor
- Maria Bolme – Brummelisa
- Karin Gidfors – Fröken Fiffi
- Andreas Rothlin Svensson – Tuffe Sork
- Emma Peters – Tessan Sork

## Mottagande
Filmen fick ett blandat mottagande bland kritiker och landade på ett snittbetyg på 3,3 på kritiker.se.

## Utmärkelser
Filmen nominerades till Biopublikens pris på Guldbaggegalan 2017 men vann inte.
Samma år fick filmen två priser på den indiska barnfilmsfestivalen Golden Elephant Film Festival, dels för bästa regi och dels juryns specialpris, bägge inom kategorierna för internationell animerad långfilm.

## DVD
Filmen gavs ut på DVD 2017.